# Yevhen Rudakov
Yevhen Vasylovych Rudakov (transcription anglophone de Ievhen Vassyliovytch Roudakov (ukrainien : Євген Васильович Рудаков), né le 2 janvier 1942 à Moscou et mort le 21 décembre 2011, est un gardien de but et entraîneur de football soviétique et ukrainien.

## Biographie
Evgueni Roudakov commence sa carrière au Torpedo Moscou (1960) et au « Soudostroitel » de Nikolaev (1961-1962).
Il effectue la quasi-totalité de sa carrière au sein du club du Dynamo Kiev avec lequel il remporte six championnats d'URSS, trois coupes d'URSS, une coupe des vainqueurs de coupes et une supercoupe d'Europe. 
Succédant à Lev Yachine, il est sélectionné à 48 reprises entre 1968 et 1976 dans l'équipe d'URSS avec laquelle il dispute la finale du championnat d'Europe des nations en 1972 contre la RFA et remporte la médaille de bronze lors des Jeux olympiques d'été de 1972 à Munich. 
Il reçoit également plusieurs récompenses honorifiques dont le titre de meilleur footballeur soviétique en 1971 par l'hebdomadaire Football - Hockey, de meilleur footballeur ukrainien en 1971 et de meilleur gardien soviétique en 1969, 1971 et 1972 par le journal Ogoniok, par ailleurs, il est le gardien ayant le meilleur classement au Ballon d'or en 1971.
Il met un terme à sa carrière de joueur en 1977. Il est entraîneur du FC Ivano-Frankivsk en 1979 et du Kremin Kremenchuk en 1994, et travaille pendant une trentaine d'années au centre de formation du Dynamo Kiev.

## Statistiques
| Saison                | Club                    | Championnat           | Championnat | Championnat | Coupe(s) nationale(s) | Coupe(s) nationale(s) | Compétition(s) continentale(s) | Compétition(s) continentale(s) | Compétition(s) continentale(s) | Total | Total |
| Saison                | Club                    | Division              | M.          | B.          | M.                    | B.                    | Comp.                          | M.                             | B.                             | M.    | B.    |
| 1960                  | Torpedo Moscou          | D1                    | -           | -           | -                     | -                     | -                              | -                              | -                              | 0     | 0     |
| 1961                  | Soudostroïtel Nikolaïev | D2                    | 17          | 0           | 1                     | 0                     | -                              | -                              | -                              | 18    | 0     |
| 1962                  | Soudostroïtel Nikolaïev | D2                    | 23          | 0           | -                     | -                     | -                              | -                              | -                              | 23    | 0     |
| Sous-total            | Sous-total              | Sous-total            | 40          | 0           | 1                     | 0                     | -                              | -                              | -                              | 41    | 0     |
| 1963                  | Dynamo Kiev             | D1                    | -           | -           | -                     | -                     | -                              | -                              | -                              | 0     | 0     |
| 1964                  | Dynamo Kiev             | D1                    | 4           | 0           | 1                     | 0                     | -                              | -                              | -                              | 5     | 0     |
| 1965                  | Dynamo Kiev             | D1                    | 3           | 0           | 1                     | 0                     | -                              | -                              | -                              | 4     | 0     |
| 1966                  | Dynamo Kiev             | D1                    | 29          | 0           | 5                     | 0                     | -                              | -                              | -                              | 34    | 0     |
| 1967                  | Dynamo Kiev             | D1                    | 17          | 0           | 2                     | 0                     | C1                             | 1                              | 0                              | 20    | 0     |
| 1968                  | Dynamo Kiev             | D1                    | 19          | 0           | 1                     | 0                     | -                              | -                              | -                              | 20    | 0     |
| 1969                  | Dynamo Kiev             | D1                    | 29          | 0           | 3                     | 0                     | C1                             | 4                              | 0                              | 36    | 0     |
| 1970                  | Dynamo Kiev             | D1                    | 14          | 0           | -                     | -                     | -                              | -                              | -                              | 14    | 0     |
| 1971                  | Dynamo Kiev             | D1                    | 29          | 0           | 3                     | 0                     | -                              | -                              | -                              | 32    | 0     |
| 1972                  | Dynamo Kiev             | D1                    | 25          | 0           | 4                     | 0                     | C1                             | 4                              | 0                              | 33    | 0     |
| 1973                  | Dynamo Kiev             | D1                    | 16          | 0           | 3                     | 0                     | C1+C3                          | 1+5                            | 0                              | 25    | 0     |
| 1974                  | Dynamo Kiev             | D1                    | 29          | 0           | 3                     | 0                     | C2                             | 4                              | 0                              | 36    | 0     |
| 1975                  | Dynamo Kiev             | D1                    | 29          | 0           | 1                     | 0                     | C2+SC+C1                       | 5+2+4                          | 0                              | 41    | 0     |
| 1976                  | Dynamo Kiev             | D1                    | 14          | 0           | 1                     | 0                     | C1+C1                          | 2+3                            | 0                              | 20    | 0     |
| 1977                  | Dynamo Kiev             | D1                    | 1           | 0           | -                     | -                     | C1                             | 4                              | 0                              | 5     | 0     |
| Sous-total            | Sous-total              | Sous-total            | 258         | 0           | 28                    | 0                     | -                              | 39                             | 0                              | 325   | 0     |
| Total sur la carrière | Total sur la carrière   | Total sur la carrière | 298         | 0           | 29                    | 0                     | -                              | 39                             | 0                              | 366   | 0     |

## Palmarès
Dynamo Kiev
- - Vainqueur de la Supercoupe d'Europe en 1975.
  - Vainqueur de la Coupe d'Europe des vainqueurs de coupe en 1975.
  - Champion d'Union soviétique en 1966, 1967, 1968, 1971, 1974, 1975 et 1977.
  - Vainqueur de la Coupe d'Union soviétique en 1964, 1966 et 1974.

 Union soviétique
- - Finaliste de l'Euro 1972.
  - Médaille de bronze aux Jeux olympiques d'été de 1972.

Distinctions personnelles
- Joueur soviétique de l'année en 1971[2]
  - Meilleur gardien d'URSS en 1969, 1971 et 1972[2]
  - Meilleur gardien de l'année France Football' en 1971[3]